# Prowincja Guadalcanal
Prowincja Guadalcanal – jedna z 9 prowincji na Wyspach Salomona. Znajduje się na wyspie Guadalcanal.

## Demografia
Liczba ludności w poszczególnych latach:
| 1970   | 1976   | 1986   | 1999   | 2009    | 2019    |
| ------ | ------ | ------ | ------ | ------- | ------- |
| 23 996 | 31 677 | 49 831 | 60 275 | 106 023 | 154 150 |